# Rafelcofer
Rafelcofer ist eine spanische Gemeinde (Municipio) mit 1.374 Einwohnern (Stand: 2024) in der Valencianischen Gemeinschaft, in der Comarca La Safor.

## Lage
Rafelcofer liegt nahe der Costa del Azahar (Mittelmeerküste) in einer Höhe von ca. 20 m. Die Provinzhauptstadt Valencia liegt etwa 80 Kilometer in nordnordwestlicher Richtung. Durch die Gemeinde führt die Autopista AP-7.

## Geschichte
| Jahr      | 1900  | 1930  | 1950  | 1960  | 1970  | 1981  | 1991  | 2001  | 2011  | 2021  |
| --------- | ----- | ----- | ----- | ----- | ----- | ----- | ----- | ----- | ----- | ----- |
| Einwohner | 1.783 | 1.805 | 1.708 | 1.599 | 1.421 | 1.496 | 1.460 | 1.397 | 1.471 | 1.365 |

## Kultur und Sehenswürdigkeiten
- Antonius-und-Didakus-Kirche (Església de Sant Antoni de Pàdua i Sant Dídac d'Alcalà)

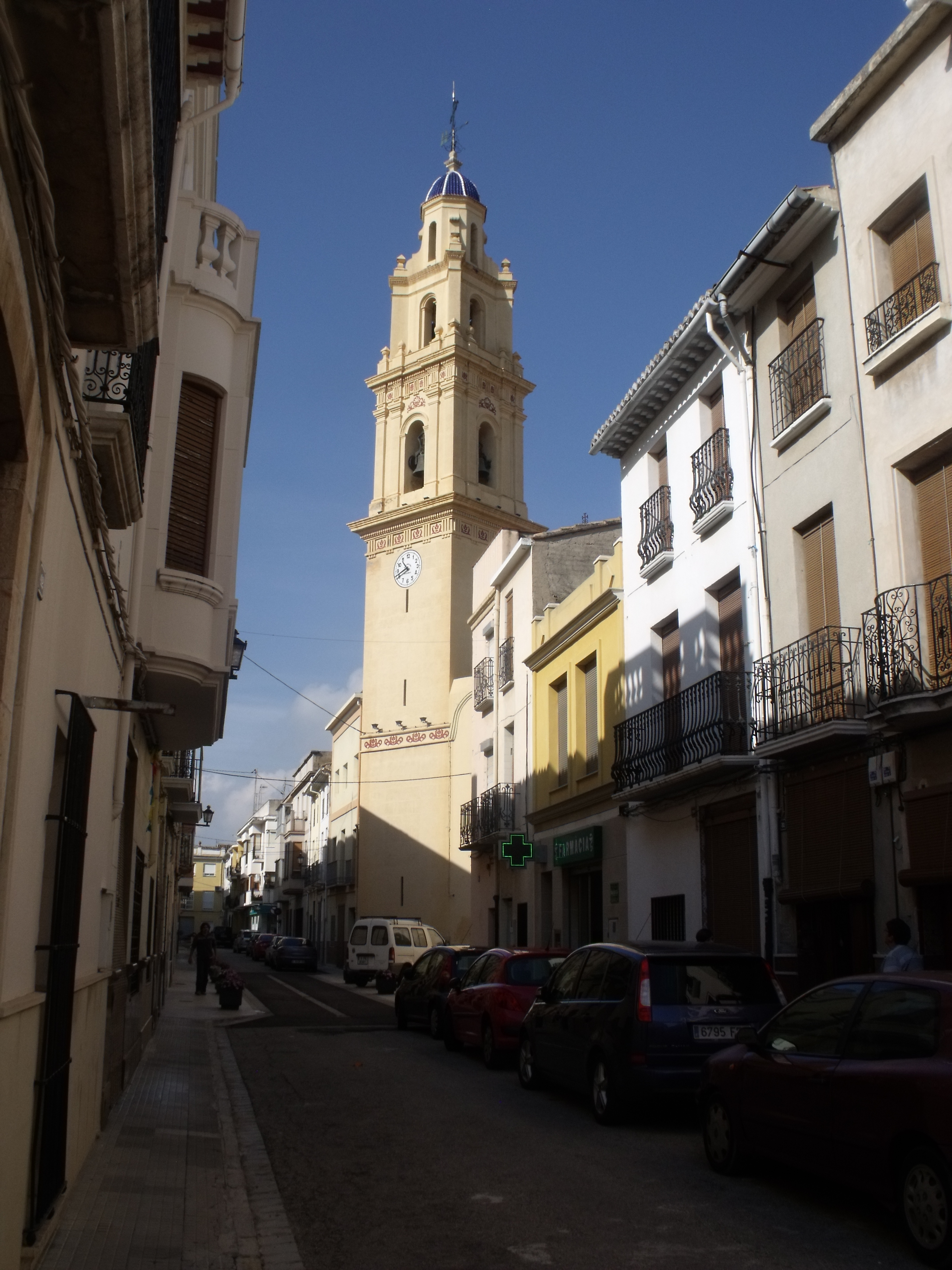
Laurentiuskirche
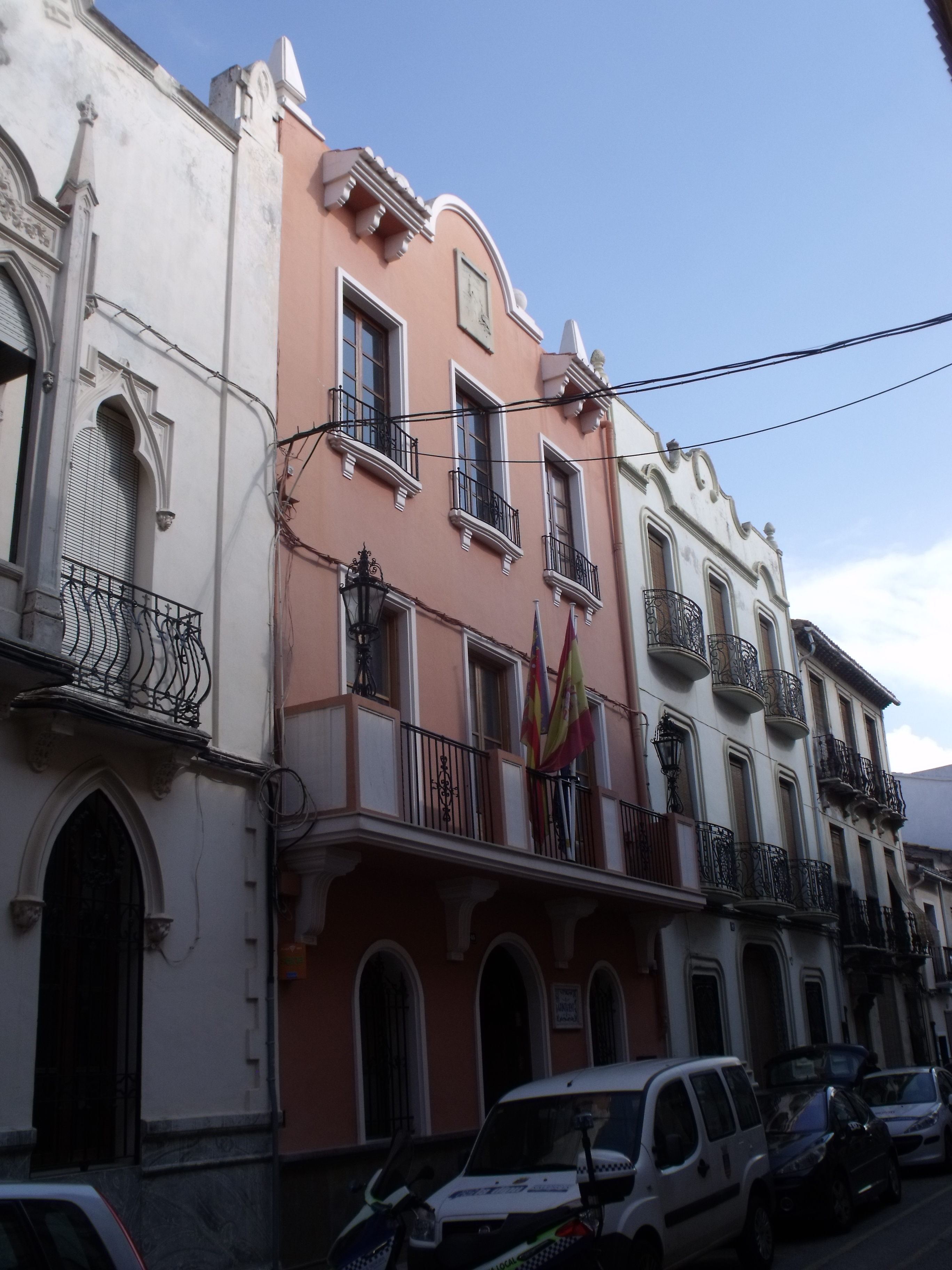
Rathaus